# Глаз дьявола (фильм)
«Глаз дьявола» («Око дьявола») (англ. Eye of the Devil) — британский фильм 1966 режиссёра Джей Ли Томпсона, основой которого является оккультные и сверхъестественные темы. В главных ролях снимались Дебора Керр и Дэвид Нивен. События фильма происходили в сельской местности Франции, однако снят он был на территории Англии.

## Сюжет
Главный герой фильма, Филипп (Дэвид Нивен) узнает о том, что на его родной земле, по причинам сухого закона, гибнет большое количество виноградников, и это заставляет его вернуться к своему поместью во Франции, в сопровождении жены Кэтрин (Дебора Керр). Пара знакомится с красивой ведьмой Одилией (Шэрон Тейт), которая также живёт в имении со своим братом Кристианом (Дэвид Хеммингс). Со временем становится ясно, что обряд жертвоприношения может вернуть виноградникам и его владельцу былую славу.

## Съёмки
«Глаз дьявола» был снят в 1965 году; в роли главной героини, а именно жены героя Дэвида Нивена, должна была сниматься американская актриса Ким Новак. Но в ноябре 1965 года, всего лишь за две недели до завершения съёмок, она получила тяжелые ранения в спину: при съёмках ключевых сцен на открытой местности во Франции актриса упала с лошади. Будучи не в состоянии продолжить съёмки в фильме, режиссёр был вынужден заменить Ким британской актрисой Деборой Керр. Многие сцены были пересняты, и Ким Новак можно заметить лишь в некоторых эпизодах, которые были сняты на большом расстоянии.
Этот фильм стал дебютным для Шэрон Тейт, предложенной на роль Одилии де Керей исполнительным директором киностудии «Филмвей» (Filmways), Матин Ранзохофим, который считал Шэрон своим великим открытием.
Фильм вышел в прокат через два года после съёмок, но, к сожалению, привлек мало внимания зрителей. В одной из рецензий на этот фильм, опубликованной в газете «Нью-Йорк Таймс», Тейт характеризуют как «очень привлекательную, но невнятную» актрису.
Хотя фильм не имел коммерческого успеха на территории США, после первого выхода на всеобщее обозрение, он стал популярным в Европе, и впоследствии получил статус «культового фильма» благодаря своим сюрреалистическим темам и смерти Шэрон Тейт в 1969 году. Фильм также украшает выдающаяся команда актеров, которая включает в себя ветеранов британского кино Дональда Плезенса, Флору Робсон, Эмлин Уильямс и Эдварда Малхейра.
С целью сделать языческие обряды более реальными и яркими, Алекс Сандерс, английский знаток в сфере оккультизма, был приглашён на съёмки фильма в качестве консультанта.
Фильм также известен под названием «Тринадцать», которое получил с самого начала съёмок.

## В ролях
| Актёр           | Роль              |
| --------------- | ----------------- |
| Дебора Керр     | Кэтрин            |
| Дэвид Нивен     | Филипп            |
| Флора Робсон    | графиня Эстель    |
| Дональд Плезенс | отец Доминик      |
| Дэвид Хеммингс  | Кристиан де Керей |
| Шэрон Тейт      | Одиллия де Керей  |
| Эдвард Малхейр  | Жан-Клод          |
| Эмлин Уильямс   | Ален              |